# Кубовское сельское поселение
Ку́бовское се́льское поселе́ние — муниципальное образование в Пудожском районе Республики Карелия Российской Федерации.
Административный центр — посёлок Кубово.

## Население
| 2009  | 2010  | 2012  | 2013  | 2014  | 2015  | 2016  |
| ----- | ----- | ----- | ----- | ----- | ----- | ----- |
| 2140  | ↘1658 | ↘1573 | ↘1503 | ↘1437 | ↘1366 | ↘1304 |
| 2017  | 2018  | 2019  | 2020  | 2021  | 2023  |       |
| ↘1254 | ↘1192 | ↘1134 | ↘1064 | ↘925  | ↘859  |       |

## Населённые пункты
В сельское поселение входят 6 населённых пунктов:
| № | Населённый пункт       | Тип населённого пункта | Население |
| - | ---------------------- | ---------------------- | --------- |
| 1 | Водла                  | деревня                | ↘5        |
| 2 | Водла                  | посёлок                | ↘577      |
| 3 | Кубово                 | посёлок                | ↘814      |
| 4 | Кубовская              | деревня                | ↘40       |
| 5 | Кубовский сплавучасток | посёлок                | ↘67       |
| 6 | Поршта                 | посёлок                | ↘0        |

## Местное самоуправление
Главы сельского поселения
- до 2023 года — Бордунова Татьяна Николаевна[17]
- с 2023 года — Людмила Николаевна Сатина[17]

Главы администрации
- с 2019 года — Любовь Дмитриевна Клок[17]